# S. Orgelbranda Encyklopedia Powszechna (1872)
Encyklopedia Powszechna S. Orgelbranda – polska encyklopedia, druga spośród trzech edycji tzw. Encyklopedii Orgelbranda wydanych przez firmę Samuela Orgelbranda. Opublikowana w 12 tomach w latach 1872-1884 .

## Historia
Została wydana w Warszawie znajdującej się wówczas na ziemiach polskich zaboru rosyjskiego. Nazywana jest powszechnie "małym Orgelbrandem" ponieważ miała dwukrotnie mniejszą objętość od pierwszego wydania tej encyklopedii z 1859 roku. Podobnie jak pierwsza edycja jej treść została ocenzurowana przez carski urząd. Trzykrotnie wydano ją w Warszawie drugiej połowy XIX wieku w latach: 1872-1876; 1877-1879; 1883-1884 .
Encyklopedia była wydawana w formie zeszytowej. Każdego miesiąca wychodziły dwa zeszyty z czego pierwszy z nich wyszedł w maju 1872 roku. Cena zeszytów była zróżnicowana dla różnych grup klientów przy czym wydawca zastrzegał utrzymanie tych cen na takim samym poziomie aż do zakończenia edycji. W Warszawie każdy zeszyt kosztował 2. ruble srebrne, a w Cesarstwie i na prowincji 2. rsr. i 25 kopiejek. W promocyjnych cenach zeszyty encyklopedii mogli zakupić prenumeratorzy gazet Kłosy, Bluszcz, Muzeum Sztuki Europejskiej oraz Tygodnika Romansów. W tym wypadku cena również była wtedy niższa dla Warszawiaków: 1 rsr. i 25 kop., a w cesarstwie i na prowincji 1 rsr. i 50 kop. Zeszyty były później zszywane przez nabywcę lub przez wydawcę w tomy. Oprawa introligatorska oferowana przez wydawcę kosztowała 40 kop. z czego sama okładka kosztowała 25 kop. .
Redagował ją zespół redakcyjny złożony z przedstawicieli XIX wiecznej inteligencji polskiej: Stanisław Kramsztyk, Józef Krzywicki, Stanisław Mieczyński, Adolf Nakeski, współpracownicy: Władysław Nowca, Bronisław Chlebowski, Karol Messing, Zygmunt Kramsztyk, Izaak Kramsztyk, Aleksander Wejnert, Zygmunt Gepner, Adam Rzążewski, Adam Bełcikowski .

## Zawartość
Encyklopedia liczyła 12 tomów: T. 1 (A-Baranowski, 480 s.) - T. 2 (Baranowski-Casuriana, 480 s.), T. 3 (Casus beli-Dżylkuwar, 484 s.), T. 4 (E-Granada, 480 s.), T. 5 (Granada-Japet, 494 s.), T. 6 (Japonia-Krzyca, 480 s.), T. 7 (Krzycki - Minasowicz, 480 s.), T. 8 (Minasowicz-Pawlikowski, 480 s.), T. 9 (Pawliszczew-Quod-libet, 480 s.), T. 10 (R-Śledziona, 480 s.), T. 11, T. 12 .